# Seki Tomokazu
Seki Tomokazu (関 智一 Seki Tomokazu, Quan Trí Nhất), sinh ngày 8 tháng 9 năm 1972, là một trong những seiyū lừng danh nhất tại Nhật Bản. Ông từng làm việc cho Haikyou và hiện đang là seiyū của công ty giải trí Atomic Monkey. Ông hiện là diễn viên lồng tiếng chính thức trong vai Honekawa Suneo trong phim Doraemon vào năm 2005.

## Thông tin cá nhân
- Nhóm máu: AB
- Hoạt hình yêu thích: Getter Robo
- Seiyū yêu thích: Kamiya Akira

## Vai lồng tiếng

### Hoạt hình trên truyền hình
Vai chính được in đậm.
- Akihabara Denno Gumi - Takashi Ryugasaki a.k.a. Shooting Star
- Angelic Layer - Masaharu Ogata
- Aoki Densetsu Shoot - Keigo Mahori
- Bobobo-bo Bo-bobo - Giga
- Black Jack - Black Jack (lúc thiếu niên)
- Burning Rangers - Lead Phoenix
- Buso Renkin - Moon Face, Hiwatari Sekima
- Captain Tsubasa J - Ken Wakashimazu
- Captain Tsubasa ROAD to 2002 - Tsubasa Ôzora (lúc lớn)
- Cardcaptor Sakura - Toya Kinomoto
- Ceres, The Celestial Legend - Alexander O. Howell
- Chobits - Hiromu Shinbo
- Coyote Ragtime Show - Katana
- Devil May Cry: The Animated Series - Vincent (tập 2)
- Digimon Savers - Neon (episode 8)
- Doraemon - Suneo
- Fate/stay night - Gilgamesh
- Flame of Recca - Tsukishiro
- Fruits Basket - Kyo Sohma
- Full Metal Panic! - Sousuke Sagara
- Fushigi Yūgi - Chichiri, Kōji
- Futakoi Alternative - Rentarō Futaba
- Futari wa Pretty Cure - Mepple
- Gad Guard - Seikai
- Gankutsuou: The Count of Monte Cristo - Marquis Andrea Cavalcanti
- Gate Keepers - Reiji Kageyama
- Genshiken - Soichiro Tanaka
- Get Backers - Miroku Natsuhiko
- Giant Robo - Genya/Emanuell, Koshin
- Groove Adventure Rave - Haru Glory
- G Gundam - Domon Kasshu
- Gravitation - Shuichi Shindou
- Great Teacher Onizuka - Kunio Murai
- Gundam Seed - Yzak Joule
- Gundam Seed Destiny - Yzak Joule
- Gungrave - Brandon "Beyond the Grave" Heat
- Hajime no Ippo - Ichiro Miyata
- History's Strongest Disciple Kenichi - Kenichi Shirahama
- Hitsuji no Uta - Takashiro Kazuna
- Infinite Ryvius - Ikumi Oze
- Initial D - Keisuke Takahashi
- Kanon - Jun Kitagawa
- Kenran Butoh Sai - The Mars Daybreak - Gram River
- Kikaider the Animation - Jiro/Kikaider
- Kimi ga Aruji de Shitsuji ga Ore de - Ren Uesugi
- Zatch Bell! - Aleshie
- Last Exile - Ethan
- Lucky Star - Meitō Anisawa
- Manmaru the Ninja Penguin - Tsunejiro
- Martian Successor Nadesico - Tsukuro Shiratori, Gai Daigoji
- Maze:The Mega-burst Space - Akira Ikagura/Maze (male)
- MÄR - Magical Roe
- Meine Liebe - Eduard
- Monkey Typhoon - Sanzo
- Mononoke - Genyousai Yanagi
- Mobile Suit Victory Gundam - Tomache Massarik, Chris Royd
- My-HiME - Yuuichi Tate
- NANA - Nobuo Terashima
- Neon Genesis Evangelion - Tōji Suzuhara
- New Mobile Report Gundam Wing - Meiser
- Nodame Cantabile - Shinichi Chiaki
- One Piece - Rob Lucci, Hattori
- Oruchuban Ebichu - Kaishounachi
- Rosario + Vampire - Ginei Morioka
- Persona -trinity soul- - Tōru Inui
- Pokémon - Kenji (Tracey Sketchit)
- Saiunkoku Monogatari - Ryūki Shi
- Samurai Deeper Kyo - Shinrei
- Star Ocean EX - Ashton Anchors
- Telepathy Shoujo Ran - Isozaki Rin
- The Vision of Escaflowne - Van Fanel
- Tenjho Tenge - Masataka Takayanagi
- Tokyo Underground - Rumina Asagi
- Vandread - Bart Garsus
- Viewtiful Joe - Joe
- Weiß Kreuz - Ken Hidaka
- Yakitate! Japan - Pierrot Bolneze
- Angel Heart - Officer Shimazu
- You're Under Arrest - Shōji Tōkarin
- robotboy - {gus turner}
- Those Who Hunt Elves - Junpei

### OVA
- Akane Maniax - Jōji Gōda
- Amon: The Apocalypse of Devilman - Asuka Ryō, Satan
- Anime Tenchō - Anizawa Meitō
- Battle Arena Toshinden - Eiji Shinjō
- Eight Clouds Rising - Kuraki Fuzuchi; Manashi
- FAKE - Dee Laytner
- Fushigi Yūgi - Chichiri, Kōji
- Fushigi Yūgi Eikoden - Chichiri
- Gate Keepers 21 - Reiji Kageyama
- Genshiken - Soichiro Tanaka
- Getter Robo: Armageddon - Go
- Gravitation: Lyrics of Love - Shūichi Shindō
- Gundam Evolve - Domon Kasshu (Evolve 3)
- Harukanaru Toki no Naka de 2 ~Shiroki Ryū no Miko~ - Taira no Katsuzane
- Harukanaru Toki no Naka de ~Ajisai Yumegatari~ - Tenma Morimura
- Harukanaru Toki no Naka de ~Hachiyou Shō~ - Tenma Morimura
- High School Aurabuster - Kiba
- Hitsuji no Uta - Kazuna Takashiro
- Initial D: Battle Stage - Keisuke Takahashi
- Initial D: Battle Stage 2 - Keisuke Takahashi
- Kikaider - Kikaider/Jiro
- Kizuna - Toshi
- Kizuna: Much Ado About Nothing - Toshi
- Leave it to Kero! - Toya Kinomoto
- Maze - Maze (male)
- Mobile Suit Gundam Seed Destiny Final Plus: The Chosen Future - Yzak Joule
- Mobile Suit Gundam Seed Destiny Special Edition - Yzak Joule
- Natsuki Crisis - Keiji
- Psychic Force - Burn Grifith
- Rurouni Kenshin: Tsuiokuhen - Katsura Kogorō
- Vandread - Bart Garsus
- You're Under Arrest - Shōji Tōkarin
- You're Under Arrest: No Mercy! - Shōji Tōkarin

### Phim nhựa
- 2112: Doraemon ra đời - Người thông báo
- Aoki Densetsu Shoot! - Keigo Mahori
- Cardcaptor Sakura: The Movie - Toya Kinomoto
- Cardcaptor Sakura Movie 2: The Sealed Card - Toya Kinomoto
- Doraemon: Kỷ niệm về bà - Suneo lúc nhỏ
- Doraemon: Nobita và chuyến phiêu lưu vào xứ quỷ - Suneo
- Doraemon: Nobita du hành biển phương Nam - Mermaid
- Doraemon: Nobita ở vương quốc chó mèo - Daku
- Escaflowne - Van Fanel
- Evangelion: 1.0 You Are [Not] Alone - Tōji Suzuhara
- Harukanaru Toki no Naka de ~Maihitoyo~ - Tenma Morimura
- Initial D: Third Stage - Keisuke Takahashi
- InuYasha the Movie: Affections Touching Across Time - Menōmaru
- Neon Genesis Evangelion: Death & Rebirth - Tōji Suzuhara, SEELE Member
  - Neon Genesis Evangelion: The End of Evangelion - Tōji Suzuhara
- Ocean Waves - Minarai
- One Piece: Chinjō Shima no Chopper Oukoku - President Snake
- Pikachu's Rescue Adventure - Kenji
- Pokemon 2000 - The Movie - Kenji
- Pokemon 3 - The Movie - Kenji
- Pokemon 4Ever - Kenji
- Pom Poko - Male Tanuki B
- You're Under Arrest: The Movie - Shōji Tōkarin
  - X/1999 - Kamui Shirō

### Drama CD
- Angel Sanctuary - Sandalphon
- Beauty Pop - Narumi Shogo
- Buso Renkin - Moon Face
- D.N.Angel Wink - Satoshi Hiwatari
- Dragon Knights - Rath Eryuser
- Everyday Everynight - Enohara Midato
- FAKE ~A Change of Heart~ - Dee Laytner
- Gaki/Kodomo no Ryoubun - Kayano Hiromi
- Haou Airen - Hakuron
- Juvenile Orion - Kusakabe Kaname
- Love Celeb - Ginzo Fujiwara, Hakuron
- Mekakushi no Kuni - Naitō Arō
- Rurouni Kenshin - Sagara Sanosuke
- Saiunkoku Monogatari - Ryūki Shi
- Samurai Deeper Kyo - Shinrei

### Radio
- Saiunkoku Monogatari - Ryūki Shi

### Trò chơi
- Apocripha/0 - Sapphirus Hawthorne
- Atelier Lise ~Alchemist of Ordre~ - Client Marif
- Bleach Wii: Hakujin Kirameku Rondo - Arturo Plateado[1]
- Fate/tiger colosseum - Gilgamesh
- Fate/Unlimited Code - Gilgamesh
- Initial D series - Takahashi Keisuke
- Invisible Sign series - Aizawa Shun
- Lunar: Silver Star Story - Kyle
- Namco X Capcom - Black Bravoman, Stahn Aileron
- Odin Sphere - Onyx
- Persona 4 - Kanji Tatsumi
- Phantasy Star Universe - Ethan Waber
- Skies of Arcadia - Vyse
- Sly Cooper series (Sly Cooper)
- Sonic Unleashed (Sonic the Werehog)
- Star Ocean EX - Ashton Anchors
- Super Robot Wars Z - Toshiya Dantou
- Tales of Destiny - Stan Aileron
- The Vision of Escaflowne - Van Fanel
- Viewtiful Joe: Red Hot Rumble - Joe
- Xenogears - Bart Fatima
- Xenosaga - Virgil

### Lồng tiếng Nhật
- High School Musical - Chad Danforth
- Jump In! - Isadore "Izzy" Daniels
- The Chronicles of Narnia: The Lion, the Witch and the Wardrobe - Mr. Tumnus the Faun
- Flags of Our Fathers - Rene Gagnon
- My Sassy Girl - Gyeon-woo
- Lords of Dogtown - Jay
- Thomas the Tank Engine and Friends - Bear

### Tokusatsu
- Chouriki Sentai Ohranger - Prince Buldont
- Denji Sentai Megaranger - Bididebi
- Tokusou Sentai Dekaranger - Guermerlian Byz Goa (tập 20)
- Kaizoku Sentai Gokaiger - Người dẫn chuyện, giọng thiết bị của Gokaiger, giọng của Kho báu Vĩ đại nhất Vũ trụ (tập 49)
- Kaizoku Sentai Gokaiger: Con Tàu Ma Bay (Movie) - Người dẫn chuyện, giọng thiết bị của Gokaiger
- Kamen Rider × Super Sentai × Space Sheriff: Super Hero Taisen Z - Người dẫn chuyện, Akaranger, Kamen Rider Amazon, Space Ikadevil, giọng thiết bị của Gokaiger
- Shuriken Sentai Ninninger - Nekotama (tập 7-8), Mataneko (tập 26)
- Doubutsu Sentai Zyuohger - Shiomaneking (tập 7), giọng thiết bị của Gokaiger (tập 28-29)
- Uchuu Sentai Kyuranger - Space Ikadevil (tập 7)
- Super Sentai Strongest Battle - Giọng của Gaisorg (tập 1-3), Akaranger (tập 2), người dẫn chuyện (tập 1-4), giọng thiết bị của Gokaiger
- Kishiryu Sentai Ryusoulger - Giọng thiết bị Ryusoulger, giọng của Gaisorg (từ tập 12 trở đi)
- Kikai Sentai Zenkaiger - Giọng của Geardalinger
- Hikonin Sentai Akibaranger - Tsukishima Alpaca, Asakusa Alpaca, Bảo vệ an ninh ở Toei
- Kamen Rider Kabuto: Hyper Battle Video - giọng của Kabuto Zecter
- Kamen Rider Den-O - Anthopper Imagin Kirigiris
- Kamen Rider Ghost - Ghost Driver
- Kamen Rider Decade: All Riders vs. Dai-Shocker - Kamen Rider Amazon, Ikadevil

## Truyền hình

### Series
- Wild Strawberry Lưu trữ ngày 18 tháng 10 năm 2008 tại Wayback Machine - Takeshi